# کیوو استویکا
کیوو استویکا (رومانیایی: Chivu Stoica; زاده ۸ اوت ۱۹۰۸ – درگذشته ۱۸ فوریهٔ ۱۹۷۵) سیاستمدار کمونیست اهل رومانی بود که به‌عنوان رئیس شورای دولت جمهوری سوسیالیستی رومانی خدمت می‌کرد.
وی از سال ۱۹۵۵ تا ۱۹۶۱ نخست‌وزیر رومانی و از سال ۱۹۶۵ تا ۱۹۶۷ رئیس شورای دولتی رومانی بوده‌است.